# Mutualidad General Judicial

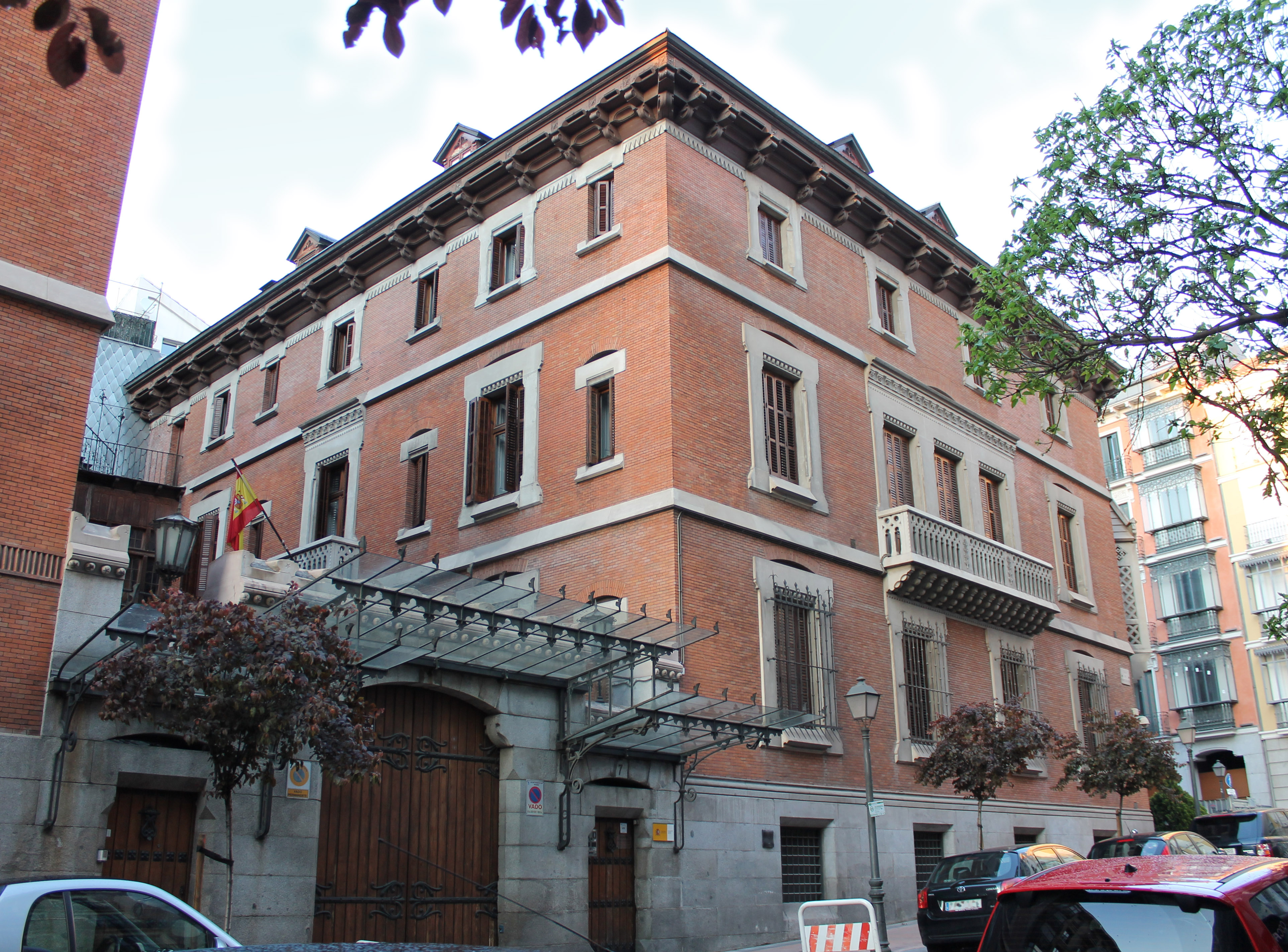
Entrada al Palacio de Zabálburu, sede central del Organismo.

La Mutualidad General Judicial (MUGEJU) es un organismo público español, adscrito al Ministerio de la Presidencia, Justicia y Relaciones con las Cortes, responsable de la gestión y prestación de los mecanismos de cobertura del régimen especial de la Seguridad Social del personal al servicio de la Administración de Justicia.
El personal al que presta servicios este organismo abarca todos los miembros de las carreras, cuerpos y escalas de la Administración de Justicia, para los funcionarios en prácticas al servicio de dicha Administración, para los Letrados de carrera que integran el Cuerpo de Letrados del Tribunal Constitucional y los miembros de los Cuerpos profesionales extinguidos o integrados que conserven el derecho a pertenecer a esta Mutualidad.

## Historia
La razón de ser de este organismo se encuentra en la Disposición Adicional Segunda de la Ley 29/1975, de 27 de junio, sobre Seguridad Social de los Funcionarios Civiles del Estado, que estableció que «La Seguridad Social del personal al servicio de la Administración de Justicia se regulará en una Ley especial, adaptada a las directrices de la presente Ley y en régimen de mutualismo, a través de una Mutualidad de Funcionarios de la Administración de Justicia».
En virtud de ese mandato, tres años después se aprobó el Real Decreto-Ley 16/1978, que estableció el Régimen especial de Seguridad Social del personal al servicio de la Administración de Justicia y creó la Mutualidad General Judicial como entidad gestora del mutualismo judicial.

## Estructura
La MUGEJU se estructura a través de dos tipos de órganos: de control y vigilancia, y de dirección y gestión.

### Órganos de control y vigilancia
Los órganos de control y vigilancia de la gestión, también llamados órganos de gobierno, son los órganos encargados de establecer las líneas generales de actuación del organismo así como controlar y vigilar la buena marcha del mismo. Son dos:
- La Comisión Rectora, compuesta por altos funcionarios del Ministerio de Justicia y de la Administración de Justicia así como del propio organismo, es responsable de establecer los planes de actuación, velar por el cumplimiento dela normativa y así como informar de diversos cambios legales y sobre prestaciones.
- El Consejo General, compuesto por representantes de los distintos Cuerpos de funcionarios de la Administración de Justicia, se encarga de conocer todo la información relevante para el organismo y su actividad así como de proponer aquellas medidas que consideren pertinentes para mejorarlo.

### Órganos de dirección y gestión
Por otra parte, existen órganos de dirección y gestión, también llamados órganos ejecutivos. Son dos:
- La Gerencia. Es el órgano central del Organismo, encargado de la representación, dirección, inspección y gestión directa del mismo. El gerente tiene rango de subdirector general.
- Las Delegaciones Provinciales, encabezadas por un delegado provincial que actúa por delegación de la Gerencia en su ámbito territorial.

## Prestaciones
Las prestaciones que ofrece la Mutualidad General Judicial se regulan actualmente en el artículo 12 del Real decreto legislativo 3/2000, de 23 de junio y en su reglamento de desarrollo, y son:
1. Asistencia sanitaria.
2. Subsidio por incapacidad temporal, por riesgo durante el embarazo y por riesgo durante la lactancia natural.
3. Prestaciones recuperadoras por incapacidad permanente, total, absoluta y gran invalidez, y para la retribución del personal encargado de la asistencia al gran inválido.
4. Indemnizaciones por lesión, mutilación o deformidad, de carácter definitivo no invalidante, originada por enfermedad profesional o en acto de servicio o como consecuencia de él.
5. Prestaciones sociales y asistencia social.
6. Prestaciones familiares por hijo a cargo con discapacidad.
7. Subsidio especial por maternidad o paternidad en los supuestos de parto, adopción o acogimiento múltiples, prestación económica de pago único por parto o adopción múltiples y prestación económica de pago único por nacimiento o adopción de hijo en supuestos de familias numerosas o monoparentales y en los casos de madres discapacitadas.

### Financiación
Las prestaciones anteriormente descritas se financian a través de cuatro vías:
- Las aportaciones estatales.
- Las cuotas de los mutualistas.
- Las subvenciones, herencias, legados o donaciones de cualquier naturaleza.
- Los bienes que adquiera y sus frutos, rentas e intereses.

## Presupuesto
| Década 1990 | Década 1990  | Década 1990 | Década 1990 | Década 2000 | Década 2000   | Década 2000 | Década 2000 | Década 2010 | Década 2010   | Década 2010 | Década 2010 | Década 2020 | Década 2020   | Década 2020 | Década 2020 |
| Año         | Presupuesto  | Variación   | Ref.        | Año         | Presupuesto   | Variación   | Ref.        | Año         | Presupuesto   | Variación   | Ref.        | Año         | Presupuesto   | Variación   | Ref.        |
| ----------- | ------------ | ----------- | ----------- | ----------- | ------------- | ----------- | ----------- | ----------- | ------------- | ----------- | ----------- | ----------- | ------------- | ----------- | ----------- |
| 1991        | 35.526.372 € | -           | [ 9 ]       | 2001        | 64.888.765 €  | 6,05 %      | [ 10 ]      | 2011        | 103.121.970 € | 1,61 %      | [ 11 ]      | 2021        | 111.681.330 € | 6,83 %      | [ 12 ]      |
| 1992        | 49.233.127 € | 38,58 %     | [ 13 ]      | 2002        | 57.698.220 €  | 11,08 %     | [ 14 ]      | 2012        | 102.796.410 € | 0,32 %      | [ 15 ]      | 2022        | 125.044.460 € | 11,97 %     | [ 16 ]      |
| 1993        | 49.793.781 € | 1,14 %      | [ 17 ]      | 2003        | 71.923.960 €  | 24,66 %     | [ 18 ]      | 2013        | 98.563.290 €  | 4,12 %      | [ 19 ]      | 2023        | 128.172.830 € | 2,50 %      | [ 3 ]       |
| 1994        | 47.001.129 € | 5,61 %      | [ 20 ]      | 2004        | 77.514.310 €  | 7,77 %      | [ 21 ]      | 2014        | 98.963.730 €  | 0,41 %      | [ 22 ]      |             |               |             |             |
| 1995        | 48.171.252 € | 2,49 %      | [ 23 ]      | 2005        | 80.027.150 €  | 3,24 %      | [ 24 ]      | 2015        | 99.346.930 €  | 0,39 %      | [ 25 ]      |             |               |             |             |
| 1996        | 48.171.252 € | 0 %         | [ 23 ]      | 2006        | 86.411.980 €  | 7,98 %      | [ 26 ]      | 2016        | 101.403.640 € | 2,07 %      | [ 27 ]      |             |               |             |             |
| 1997        | 52.310.880 € | 8,59 %      | [ 28 ]      | 2007        | 92.340.630 €  | 6,86 %      | [ 29 ]      | 2017        | 101.903.640 € | 0,49 %      | [ 30 ]      |             |               |             |             |
| 1998        | 54.388.921 € | 3,97 %      | [ 31 ]      | 2008        | 98.469.870 €  | 6,64 %      | [ 32 ]      | 2018        | 104.543.170 € | 2,59 %      | [ 33 ]      |             |               |             |             |
| 1999        | 57.325.069 € | 5,4 %       | [ 34 ]      | 2009        | 103.827.340 € | 5,44 %      | [ 35 ]      | 2019        | 104.543.170 € | 0 %         | [ 33 ]      |             |               |             |             |
| 2000        | 61.189.577 € | 6,74 %      | [ 36 ]      | 2010        | 104.811.850 € | 0,95 %      | [ 37 ]      | 2020        | 104.543.170 € | 0 %         | [ 33 ]      |             |               |             |             |

- El presupuesto de los años 1991 a 2001 es una conversión de pesetas a euros (1 euro = 166,3860 pesetas).